# Тер Морс, Йорин
Йорин тер Морс (нидерл. Jorien ter Mors; род. 21 декабря 1989 года в Энсхеде, провинция Оверэйссел) — нидерландская шорт-трекистка и конькобежка. Трехкратная олимпийская чемпионка по конькобежному спорту, двукратная чемпионка мира 2016 года на дистанциях 1000 и 1500 м, призёр чемпионата мира в спринтерском многоборье, чемпионка Нидерландов в классическом многоборье. В шорт-треке — бронзовый призёр Олимпийских игр 2018 года в эстафете, трёхкратный призёр чемпионатов мира, многократная чемпионка Европы.

## Биография
Семья тер Морс жила в рабочем районе железной дороги Энсхеде рядом со старым катком, на котором был искусственный лёд, где и начала кататься Йорин тер Морс. С раннего детства вместе с семьёй она ходила в длительные туры на местное озеро для отдыха, а в 6 лет с отцом Хенком прошла 10 км в гору и достигла подъёма. В 11 лет она познакомилась с шорт-треком в школе и быстро увлеклась этим видом спорта. А в 13 лет уже участвовала по юниорам. Она специально выбрала допрофессиональное среднее образование (флористическое искусство), чтобы больше времени оставалось для тренировок.
В 17 лет переехала в Херенвен, чтобы тренироваться в национальном отборе, хотя её тренер Мартин тен Хоув в Энсхеде был против. «В детстве она сразу увлеклась спортом», - говорит мама Нина тер Морс. «Это действительно вышло из нее самой. Мне показалось очень странным видеть, что ребенок может пойти на такое. Мне никогда не приходилось говорить, не забудьте собрать чемодан». Ей не очень нравились длинные треки, так как казались скучными. но после прихода тренера Йеруна Оттера в 2010 году всё изменилось, он включил тренировки на горных велосипедах и на длинных дорожках для улучшения выносливости.
В 2007 году стала бронзовым призёром чемпионата Европы по шорт-треку в эстафете. В 2011 году стала чемпионкой Европы в эстафете. На чемпионате Европы 2012 выиграла 1000 метров и победила в эстафете. Участвовала на зимних Олимпийских играх 2010 года в Ванкувере в трёх дисциплинах, на дистанциях 500 (23-е место) и 1000 метров (не классифицирована), а также в эстафете на 3000 метров, где команда Нидерландов заняла 4-е место.
Дебютировала на чемпионате Нидерландов по конькобежному спорту в ноябре 2011 года, где стала 8-й на дистанции 3000 метров. Через год стала абсолютной чемпионкой Нидерландов в классическом многоборье, обыграв сенсационно чемпионку мира Ирен Вюст, отобравшись на чемпионат Европы 2013. и повесила лавровый венок на шею своему отцу, зная о том что он уже год болеет раком. В следующем году в мае он умер в возрасте 58-ми лет. Утрата отца сильно тронула Йорин, она долго не могла нормально тренироваться, была раздражительной и вспыльчивой и задавала себе вопросы «Что я делаю здесь, когда мой отец скончался? Разве я не должна быть со своей семьей? '
Переломный момент наступил в октябре, когда Йорин успешно выступила на этапах Кубка мира первом этапе Кубка мира по конькобежному спорту 2012/2013, стала третьей на дистанции 3000 метров и второй в масс-старте, а через месяц на чемпионате Нидерландов вновь выиграла у Ирен Вюст на дистанции 3000 м и стала второй после неё на 1500 м. Помимо этого также участвовала на этапах Кубка мира 2012/2013 в шорт-треке.
В 2014 году несла флаг Нидерландов на церемонии открытия зимних Олимпийских игр в Сочи. В Сочи тер Морс выступала и в шорт-треке, и в конькобежном спорте. На дистанции 1500 метров в конькобежном спорте установила новый олимпийский рекорд и рекорд катка (1:53,51) и выиграла золото. В январе 2016 года Йорин тер Морс выступила в шорт-треке на чемпионате Европы в Сочи и завоевала серебро на 1500 м и золото в эстафете.
На чемпионате мира на отдельных дистанциях в Коломне 2016 года стала двукратной чемпионкой мира (на дистанциях 1000 и 1500 м), а на чемпионате мира в спринтерском многоборье в Сеуле стала третьей.
В проводившемся первый раз в истории в 2017 году чемпионате Европы по конькобежному спорту в спринтерском многоборье в Херенвене  заняла второе место, следом выиграла бронзовую медаль в спринте на чемпионате мира в Калгари и бронзу на отдельных дистанциях на 1000 м чемпионата мира в Канныне  Получила травму спины и пропустила этап Кубка мира в Норвегии в сезоне 2017/18 годов, а также боролась с травмой колена на тренировках.
В 2018 году участвовала на Олимпийских играх в Пхёнчхане в конькобежном спорте и выиграла золото на дистанции 1000 м, а также в шорт-треке в эстафете взяла бронзу и стала первой спортсменкой, выигравшей медали в двух видах спорта на одной зимней Олимпиаде. В марте 2018 взяла золото спринтерского чемпионата мира в Чанчуне. В октябре 2018 года тер Морс перенесла операцию на колено и была выведена из строя на 9 месяцев, и в тогда же запустила свою собственную линию ювелирных изделий под названием "ван Йорин".
В феврале 2020 года участвовала в спринте на чемпионате мира в Хамаре, где заняла 7-е место в общем зачёте, в том же году получила травму лодыжки на тренировке и пропустила чемпионат Нидерландов. В январе 2021 года Йорин заняла 4-е место в общей классификации на чемпионате Европы по конькобежному спорту в спринтерском многоборье в Херенвене, а через месяц на чемпионате мира на отдельных дистанциях в Херенвене участвовала на 1000 м и стала 5-й.

## Награды
- 2008 год - вручена награда за талант в шорт-треке от Королевской ассоциации конькобежцев Нидерландов [KNSB]
- 2016, 2018 года - лауреат премии Ard Schenk Award, как лучшая конькобежка Нидерландов